# 気候変動と国際法に関する小島嶼国委員会
気候変動と国際法に関する小島嶼国委員会（きこうへんどうとこくさいほうにかんするしょうとうしょこくいいんかい、英: Commission of Small Island States on Climate Change and International Law，COSIS）は、気候変動によるリスクが特に大きい小島嶼開発途上国（SIDS）のために、気候変動に関する国際法の発達などを通じて気候システムを保護する目的で、アンティグア・バーブーダとツバルによって2021年に設立された国際機関である。2024年1月現在の加盟国は9ヶ国。

## 概要
海抜の低い小さな島で国土が構成される小島嶼国は気候変動による海面上昇や暴風、高潮などの被害が特に深刻であり、南太平洋の島国であるツバルなどは気候変動による海面上昇の影響で将来的に国土全体が水没する危機にあるとされており、気候変動に対する対策が喫緊の課題となっている。
こうした背景から、第26回気候変動枠組条約締約国会議（COP26）の開催に当たり、小島嶼国であるアンティグア・バーブーダのガストン・ブラウン首相と、同じく小島嶼国であるツバルのカウセア・ナタノ首相は、特に小島嶼国の利益のため、気候変動に関する国際法の発達などを通じて気候システムを保護する国際機関を設立することに合意し、COP26の開催初日に当たる2021年10月31日、両国の首相は「気候変動と国際法に関する小島嶼国委員会の設立に関する協定」（Agreement for the Establishment of the Commission of Small Island States on Climate Change and International Law）に署名し、同日に協定が発効したことにより、気候変動と国際法に関する小島嶼国委員会（COSIS）が設立された。

## 加盟国
設立当初の原加盟国はアンティグア・バーブーダとツバルの2ヶ国のみであったが、その後、新たに7ヶ国が加盟し、2024年1月現在では加盟国は9ヶ国となっている。
COSISに加盟することができるのは小島嶼国連合（AOSIS）の加盟国のみであり、小島嶼国連合加盟国以外の国には加盟資格はない。小島嶼国連合加盟国は、「気候変動と国際法に関する小島嶼国委員会の設立に関する協定」（設立協定）に署名することで、COSISへ加盟をすることができる。加盟の効力が生ずるのは設立協定に署名した日の翌日である。ただし、設立当初の原加盟国であるアンティグア・バーブーダとツバルについては、設立協定に署名した日の当日に協定が発効し、加盟の効力が生じた。
加盟国一覧
| 加盟国                           | 加盟年月日     |
| -------------------------------- | -------------- |
| アンティグア・バーブーダ         | 2021年10月31日 |
| ツバル                           | 2021年10月31日 |
| パラオ                           | 2021年11月5日  |
| ニウエ                           | 2022年9月14日  |
| バヌアツ                         | 2022年12月3日  |
| セントルシア                     | 2022年12月8日  |
| セントビンセント・グレナディーン | 2023年6月10日  |
| セントクリストファー・ネイビス   | 2023年6月14日  |
| バハマ                           | 2023年6月16日  |

## 組織

### 議長
COSISは、設立協定の発効後2年ごとに加盟国が多数決で選出する1人の議長（Chair）もしくは複数人の共同議長（Co-chairs）が代表を務める。COSIS発足から2024年2月まではアンティグア・バーブーダのガストン・ブラウン首相とツバルのカウセア・ナタノ首相の2人が共同議長となっていた。その後、選挙の結果、2024年2月にツバルの首相がカウセア・
ナタノ氏からフェレティ・テオ氏に交代したことから、2024年2月から2025年2月現在まではアンティグア・バーブーダのガストン・ブラウン首相とツバルのフェレティ・テオ首相が共同議長を務めている。

### 事務総長
COSISの事務総長はをアピネル・エセレアロファ在フィジー・ツバル高等弁務官が務めている。

### 法律専門家委員会
法律専門家委員会（Committee of Legal Experts）は、共同議長がCOSISの活動のためにジェンダー・バランスと衡平な地理的配分を考慮して任命した14名の法律家から構成される委員会。議長はPayam Akhavanである。
委員会には、さらに下部組織として5つの小委員会が設置されている。各小委員会のメンバーは法律専門家委員会の一部のメンバーが兼ねており、法律専門家委員会の全てのメンバーは最低でもいずれか1つ以上の小委員会に所属している。
各小委員会の名称とそれぞれの議長は以下の通りである。
- 海洋環境に関する小委員会（Subcomm on Marine Environment）：Jean-Marc Thouvenin 議長
- 損失と損害に関する小委員会（Subcomm on Loss and Damages）：Margaretha Wewerinke-Singh 議長
- 海面上昇に関する小委員会（Subcomm on Sea Level Rise）：Nilüfer Oral 議長
- 人権に関する小委員会（Subcomm on Human Rights）：Shaista Shameem 議長
- 訴訟戦略に関する小委員会（Subcomm on Litigation Management）：Catherine Amirfar 議長

法律専門家委員会のメンバー一覧
| 専門家                     | 国籍                 | 所属する小委員会                                     | 他に有する職・肩書き等                                                                   |
| -------------------------- | -------------------- | ---------------------------------------------------- | ---------------------------------------------------------------------------------------- |
| Payam Akhavan              | カナダ               | 人権に関する小委員会                                 | トロント大学マッセイ・カレッジ・シニア・フェロー、常設仲裁裁判所裁判官                   |
| Catherine Amirfar          | アメリカ合衆国       | 海面上昇に関する小委員会、訴訟戦略に関する小委員会   | アメリカ国際法学会会長                                                                   |
| Alan Boyle                 | イギリス             | 海洋環境に関する小委員会                             | エディンバラ大学国際法名誉教授                                                           |
| Jutta Brunnée              | カナダ               | 海洋環境に関する小委員会                             | トロント大学教授                                                                         |
| Eden Charles               | トリニダード・トバゴ | 海面上昇に関する小委員会                             | 西インド諸島大学法学部講師、元トリニダード・トバゴ国連大使                               |
| David Freestone            | イギリス             | 海面上昇に関する小委員会                             | ジョージ・ワシントン大学ロースクール非常勤教授兼客員研究員                               |
| Vaughan Lowe Qc            | イギリス             | 海洋環境に関する小委員会                             | オックスフォード大学国際法名誉チチェリー教授                                             |
| Makane Moïse Mbengue       | セネガル             | 損失と損害に関する小委員会、訴訟戦略に関する小委員会 | ジュネーヴ大学国際法教授、パリ政治学院国際法教授                                         |
| Phoebe Okowa               | ケニア               | 人権に関する小委員会、訴訟戦略に関する小委員会       | ロンドン大学クイーン・メアリー国際公法教授、国連国際法委員会の委員、常設仲裁裁判所裁判官 |
| Nilüfer Oral               | トルコ               | 海面上昇に関する小委員会                             | シンガポール国立大学シニア・フェロー、国連国際法委員会の委員                             |
| Shaista Shameem            | フィジー             | 人権に関する小委員会                                 | フィジー大学教授、元国連特別報告者                                                       |
| Jean-Marc Thouvenin        | フランス             | 海洋環境に関する小委員会                             | パリ・ナンテール大学国際法教授、ハーグ国際法アカデミー事務総長                           |
| Philippa Webb              | オーストラリア       | 人権に関する小委員会、訴訟戦略に関する小委員会       | キングス・カレッジ・ロンドン国際公法教授                                                 |
| Margaretha Wewerinke-Singh | オランダ             | 損失と損害に関する小委員会、訴訟戦略に関する小委員会 | ライデン大学法学部（グロチウス国際法研究センター）国際公法助教授                         |

### 戦略・運営およびアウトリーチに関する委員会
戦略・運営およびアウトリーチに関する委員会（Committee on Strategy, Management and Outreach）は、COSISの共同議長と法律専門家委員会の一部のメンバーから構成される。議長はDavid Freestoneである。
戦略・運営およびアウトリーチに関する委員会のメンバー一覧
| メンバー                   | 他の職                     |
| -------------------------- | -------------------------- |
| ガストン・ブラウン首相     | COSIS共同議長              |
| カウセア・ナタノ首相       | COSIS共同議長              |
| David Freestone            | 法律専門家委員会のメンバー |
| Eden Charles               | 法律専門家委員会のメンバー |
| Nilüfer Oral               | 法律専門家委員会のメンバー |
| Shaista Shameem            | 法律専門家委員会のメンバー |
| Margaretha Wewerinke-Singh | 法律専門家委員会のメンバー |

## 勧告的意見の付与の要請
COSISはその主な活動として、国際裁判所に対する勧告的意見の付与の要請を行なっている。勧告的意見とは、一部の国際裁判所で採り入れられている制度で、国際裁判所が国際機関に対して法律問題に関する助言を与えるものである。勧告的意見は文字通り勧告であり、法的拘束力はないが、権威ある国際裁判所による解釈・判断は事実上大きな影響力を持つ。

### 国際海洋法裁判所に対して
海洋法に関する国際連合条約（海洋法条約）に基づき設立された常設の国際裁判所である国際海洋法裁判所（ITLOS）は、勧告的意見の制度を導入している。海洋法条約においては、その第191条において、国際海底機構（ISA）の総会・理事会の活動の範囲内で生ずる法律問題について国際海洋法裁判所の海底紛争裁判部が勧告的意見を付与できるとの規定しかないが、国際海洋法裁判所規程第21条では、裁判所の管轄権は「裁判所に管轄権を与える他の取り決めに特定されている全ての事項」に及ぶとされている。これを受けて、COSISの設立協定の第2条2項において、COSISは海洋法条約の範囲内の法的問題について国際海洋法裁判所に勧告的意見の付与を要請する権限を有すると定められた。
COSISの設立協定の第2条2項に基づき、2022年12月12日、COSISは国際海洋法裁判所の大法廷に対して海洋法条約（特に、海洋環境の保護及び保全を定めた第12部）の下において海洋法条約の締約国は気候変動に関していかなる義務を負うのかという問題について、勧告的意見の付与を要請した。
具体的には、以下の2点について、勧告的意見の付与を要請しており、現在、手続きが進められている。
- 大気中への人為的な温室効果ガスの排出によって引き起こされる、気候変動から生じる若しくは生じるおそれのある有害な影響（海洋の温暖化、海面上昇や海洋酸性化を含む）に関連して、海洋環境の汚染を防止し、軽減し、規制するために、海洋法条約の締約国はいかなる具体的な義務を負うのか
- 気候変動の影響（海洋の温暖化、海面上昇や海洋酸性化を含む）に関連して、海洋環境を保護及び保全するために、海洋法条約の締約国はいかなる具体的な義務を負うのか

### 国際司法裁判所に対して
国際司法裁判所（ICJ）は勧告的意見の制度を導入しているが、国際司法裁判所に対して勧告的意見の付与を要請できるのは国際連合憲章第96条により国連総会、国連安保理、国連のその他の機関・専門機関のみである。
そのため、国連機関・専門機関ではないCOSISが国際司法裁判所に直接勧告的意見の付与を要請することはできないが、国連総会が国際司法裁判所に対して気候変動に関する法律問題について勧告的意見の付与を要請するという決議案をCOSIS加盟国が全会一致で国連総会に共同提案した。この提案は、COSIS設立前の2019年頃から後にCOSIS加盟国となるバヌアツが主導してきたものであった。決議案にはCOSIS加盟国以外にも日本を含む多くの国が賛同し、132ヶ国が共同提案国となった。
2023年3月29日、国連総会は、国際司法裁判所に対して気候変動に関する国家の国際法上の義務についての勧告的意見の付与を要請するという決議をコンセンサスで採択し、同年4月12日、国連事務総長が国際司法裁判所に対して同決議についての書簡を送り、同年4月17日、裁判所が書簡を受領した。
国連総会は、具体的には、以下の2点について、勧告的意見の付与を要請している。
- 国家並びに現在及び将来の世代のために、人為的な温室効果ガスの排出から気候システム及び環境の他の部分を保護することを確保する国際法上の国家の義務はいかなるものか
- 作為及び不作為により、気候システム及び環境の他の部分に重大な悪影響を与えた国に対する以下の2つに関連する上記の義務に基づく法的責任はいかなるものか

1. とりわけ、地理的状況と開発レベルのために、気候変動による悪影響の被害を受けたり、特に敏感であったり、脆弱である小島嶼開発途上国を含む国家
2. 気候変動による悪影響の被害を受ける現在及び将来の世代の市民及び個人

なお、これらの法律問題は特定の条約や原則についてのものではないが、国連総会は国際法の中でも特に考慮すべきものとして以下の条約や国際法上の原則を挙げている。
- 国連憲章
- 国際人権規約
- 気候変動に関する国際連合枠組条約
- パリ協定
- 海洋法条約
- 相当の注意（デューディリジェンス）の義務
- 世界人権宣言で言及されている諸権利
- 国際環境法における予防原則
- 海洋環境を保護及び保全する義務

先述したように、国連機関・専門機関ではない国際機関は国際司法裁判所に対して勧告的意見の付与を要請することはできないが、国際司法裁判所規程第66条によれば、国連機関・専門機関が国際司法裁判所に対して勧告的意見の付与を要請した後に、国際司法裁判所（裁判所が閉廷中の場合は国際司法裁判所長）の許可を受ければ、国連機関・専門機関ではない国際機関であっても、勧告的意見に関する手続きに参加し、資料の提出、陳述書の提出、口頭陳述などを行うことが可能である。これを受けて、2023年5月15日、COSISは国際機関として手続きに参加することを表明し、同年6月22日、国際司法裁判所はそれを許可した。